# 锡特勒斯 (加利福尼亚州)
锡特勒斯（英語：Citrus）是位於美國加利福尼亞州洛杉磯縣的一個人口普查指定地區。

## 地理
锡特勒斯的座標為34°06′54″N 117°53′30″W / 34.11500°N 117.89167°W，而該地最高點為海拔高度178米（即584英尺）。

## 人口
根據2010年美國人口普查的數據，锡特勒斯的面積為2.301平方千米，當中陸地面積為2.297平方千米，而水域面積為0.004平方千米。當地共有人口10866人，而人口密度為每平方千米4,722人。